# Tephritis academica
Tephritis academica
 es una especie de insecto díptero que Bassov y Tolstoguzova describieron científicamente por primera vez en el año 1994.
Esta especie pertenece al género Tephritis de la familia Tephritidae.